# 유창순 (1918년)
유창순(劉彰順, 1918년 8월 6일~2010년 6월 3일)은 대한민국의 기업인, 정치인이다. 제15대 국무총리이다. 본관은 강릉(江陵), 호(號)는 향서(香西).

## 학력
- 평양고등상업학교 졸업
- 헤이스팅스 칼리지 경제학 학사

### 명예 박사 학위
- 경희대학교 경제학 명예박사

## 생애
1951년 한국은행 도쿄 지점장이 되었고, 1961년 제6대 한국은행 총재로 임명되었다.
1962년 제18대 상공부 장관, 1963년 경제기획원장이었다.
1967년 롯데제과 회장으로 취임하였고, 1981년에는 롯데제과 고문을 맡으면서 경영 일선에서 물러났다.
1982년에 제15대 국무총리가 되었다.
1985년 대신증권 경제연구소 회장, 1989년 호남석유화학 회장 등을 지냈고, 1989년에서 1993년까지 전국경제인연합회 회장을 지냈다.

## 참고 자료
- “유창순”. 한국 브리태니커 온라인. 2012년 3월 1일에 원본 문서에서 보존된 문서. 2007년 11월 24일에 확인함.
- “역대 정부부처 장차관 - 상공부”. 동아일보. 2007년 6월 13일에 원본 문서에서 보존된 문서. 2008년 2월 26일에 확인함.

| 전임 남덕우 | 국무총리 서리 1982년 1월 4일 ~ 1982년 1월 22일 | 후임 유창순 |

| 전임 유창순 (서리) | 제15대 국무총리 1982년 1월 23일 ~ 1982년 6월 24일 | 후임 김상협 (서리) |

| 전임 안희경 | 제4대 외자청장 1960년 5월 2일 ~ 1960년 5월 10일 | 후임 김영원 |

| 전임 정영기 | 제5대 부흥부 차관 1960년 5월 13일 ~ 1960년 8월 23일 | 후임 태완선(6대 정무차관) 차균희(6대 사무차관) |

| 전임 전예용 | 제6대 한국은행 총재 1961년 5월 30일 ~ 1962년 5월 26일 | 후임 민병도 |

| 전임 정래혁 | 제18대 상공부 장관 1962년 7월 10일 ~ 1963년 2월 8일 | 후임 박충훈 |

| 전임 김유택 | 제5대 경제기획원장 1963년 2월 8일 ~ 1963년 4월 12일 | 후임 원용석 |

| 전임 구자경 | 제19·20대 전국경제인연합회 회장 1989년 ~ 1993년 | 후임 최종현 |